# Arboretum de la Sivrite
El Arboreto de la Sivrite, en francés Arboretum de la Sivrite, es un arboreto de experimentación forestal, que se encuentra situado en el interior del Forêt de Haye, en las proximidades de Vandœuvre-lès-Nancy, Francia. 
Está administrado por el Office national des forêts (ONF).  

## Localización
La Forêt de Haye es un gran bosque, de unas 10 000 hectáreas  de las cuales unas 6500 se encuentran en la meseta caliza de Haye, en un meandro de Mosela.
Está fragmentada por las autopistas A31 y A33, tanto de este a oeste en el centro y norte a sur en la carretera de circunvalación este de la zona urbana de Nancy.
Arboretum de la Sivrite, Forêt de Haye, Vandœuvre-lès-Nancy, departamento de Meurthe-et-Moselle, Lorena (Francia).
Se encuentra a una altitud de 375 msnm.
Está abierto a diario.

## Historia
Fue Guinier quien desde principios del siglo XX, se propone para el bosque "como el objetivo, de la investigación de las variedades o razas de una especie, las más resistentes, las de más rápido crecimiento y proporcionar los mejores productos en una determinada estación". 
Más tarde explicó sus pensamientos por escrito: «esto es la tan variada flora forestal francesa, sólo proporciona material suficiente para la decoración de jardines y parques...Además, la composición natural de nuestros bosques no siempre es tal que se utiliza la tierra
el mejor...». De ahí justificó la importancia de las introducciones y arboretos experimentales donde se ensayen las innovaciones.
Fiel a este espíritu y cuando se convirtió en director de la Escuela Nacional de Ciencias Forestales, Philibert Guinier hizo adquirir o crear para la escuela o el Estado plantaciones experimentales. Entre ellas la de Sivrite en 1934.

## Colecciones
El bosque se compone principalmente de hayas, favorecidas por el clima templado húmedo atlántico y la piedra caliza del subsuelo, sino también otras especies como el roble, fresno, cotinus, cornus o arce.
En las colecciones del arboreto hay colecciones de coníferas y de planifolios procedentes de diversas zonas de clima templado del mundo.